# Constante de equilíbrio
Para um equilíbrio químico geral 
{\displaystyle \alpha A+\beta B...\rightleftharpoons \sigma S+\tau T...}
a constante de equilíbrio pode ser definida por 
{\displaystyle K={\frac {{\{S\}}^{\sigma }{\{T\}}^{\tau }...}{{\{A\}}^{\alpha }{\{B\}}^{\beta }...}}}
onde (A) é a atividade da espécie química A, etc. (atividade é uma quantidade adimensional). É convencionado usar a(s) atividade(s) do(s) produto(s) no numerador e a(s) do(s) reagente(s) no denominador. A dedução dessa expressão é feita abaixo.
Para equilíbrios em fase gasosa, a atividade do componente gasoso é o produto da pressão parcial e do coeficiente de fugacidade desse componente. Nesse caso a atividade é adimensional e a dimensão da fugacidade é o inverso de inverso de pressão.
Para equilíbrios em solução a atividade é o produto da concentração e do coeficiente de atividade. É prática corrente determinar as constantes de equilíbrio em meio fortemente ionizado. Nessas circunstâncias o coeficiente de atividade é efetivamente constante e se assume a igualdade da constante de equilíbrio e do quociente de concentração.
{\displaystyle K_{c}={\frac {{[S]}^{\sigma }{[T]}^{\tau }...}{{[A]}^{\alpha }{[B]}^{\beta }...}}}
No entanto, o valor de Kc dependerá da força da ionização.
Todos as constantes de equilíbrio dependerão da temperatura e pressão (ou volume).
O conhecimento de constantes de equilíbrio é essencial para o entendimento de vários processos naturais tais como oxigenação sangüínea pela hemoglobina e a homeostase entre ácidos e bases no corpo humano.
Constantes de estabilidade, constantes de formação, constantes de ligação, constantes de associação e constantes de dissociação são todas tipos de constantes de equilíbrio. Veja também Determinação de constantes de equilíbrio para métodos experimentais e computacionais.